# Jean Joire
Jean Joire, nacido en 1862 en Lille y fallecido en 1950 en la misma ciudad, fue un escultor francés. es famoso por sus esculturas en bronce de animales.

## Datos biográficos
Descendiente de una familia de banqueros liliotas.
Alumno en las escuelas académicas de su ciudad natal entre 1875 y 1880. Fue profesor del artista Léon Danchin, entre otros.
Jean Joire participó regularmente en los Salones de los artistas franceses a partir de 1891.
Dedicado especialmente a la producción de esculturas de animales , particularmente perros pastores y caballos.

## Obras
Entre las mejores y más conocidas obras de Jean Joire se incluyen las siguientes:
- Dibujos: Caricaturas de jinetes. Conservados en el Palacio de las Bellas Artes de Lille[1]
- Esculturas:

Pequeños centros de mesa en bronce, representando perros en diferentes posturas.
- Pareja de pastores alemanes firmada por Jean Joire y fundida por los hermanos Susse
- Pastor alemán sentado

y jinetes a caballo
- Le Passage

- Monumentos en Lille: En Vedette, Soldado a caballo[5]